# 김정환 (언론인)
김정환은 대한민국의 언론인으로서 필명은 미디어몽구이다. 블로그 《미디어몽구》를 운영하며 언론활동을 했다. 2005년 12월 서울대학교병원에 입원한 황우석을 취재한 것을 시작으로, 일본군 위안부 피해자 할머니 수요시위, 미국산 쇠고기 수입반대 촛불집회, 방송언론 총파업, 용산참사, 김대중·노무현 사망, 홍익대학교 청소노동자 파업, 한진중공업 파업 사태, 한미 자유 무역 협정 반대집회, 제주도 강정마을 사태 등을 보도하였다.

## 경력
- NGO 하트하트재단 온세상 서포터즈
- Daum 블로그, 블로거뉴스 검색 메인 모델
- 유튜브 파트너
- 언론개혁시민연대 정책위원
- <한겨레> 오피니언 사이트 'hook' 필진
- 기독교방송|CBS 라디오 <김미화의 여러분> '몽구야 어딨니' 코너 담당
- <손바닥TV> 고정 게스트
- <뉴스타파> 영상촬영 담당

## 상훈
- 제1회 대한민국 블로그어워드 올해의 시사블로거 선정
- 제1회 Daum view 블로거대상 수상
- 제2회 Daum view 블로거우수상 수상
- 제3회 Daum view 시사부문 후보
- 제4회 Daum view 시사부문 후보
- 2010 올해의 온라인 저널리스트 선정
- 2012 서울시 공익제보상 수상
- 2012 안종필 자유언론상 수상
- 2012 송건호 언론상 수상
- 2012 김학순상 수상[4]
- 2012 노근리 평화상 방송부문상 수상[5]
- 2102 세상을 따뜻하게 만든 사람들 선정
- 2012 투명사회상 수상
- 2006 Daum 우수블로그
- 2006 Daum 추천블로그
- 2007 Daum 우수블로그
- 2008 Daum 우수블로그
- 2008 위자드닷컴 선정 파워블로그
- 2009 티스토리 우수블로그
- 2010 티스토리 우수블로그
- 2011 티스토리 우수블로그
- 2009 유튜브 파워유저
- 2010 유튜브 파워유저
- 2008 월간 <말> 선정, 파워블로거 50인
- 2007 월간 <PC사랑> 정치/인문/사회부문 베스트블로그
- 2008 월간 <PC사랑> 시사부문 베스트블로그

## 저서
- 《미디어몽구, 사람을 향하다》. 상상너머. 2012년. ISBN 9788997853021